# Olympique Club d'Alger
L'Olympique Club d'Alger est un club omnisports algérien fondé en 1968. C'est l'un des clubs qui a marqué l'histoire du sport national et africain et dans plusieurs disciplines.

## Histoire
Ce club omnisports a brillé depuis sa création en 1968 dans nombre de disciplines à l'échelle nationale et internationale. Il est aussi passé par pas mal de nominations différentes par rapport aux décennies et aux disciplines. Son premier nom était Distribution Nouvelle pour Construction - Armée Nationale Populaire (DNC ANP) dans toutes les disciplines puis le CS DNC Alger (Club Sportif de la Distribution Nouvelle pour Construction d'Alger). En 1982, des noms différents ont été attribués selon les sections :
- En football : JH Djazaïr (Jil Handassat El Djazaïr), puis JH Binaâ (Jil Handassat El Binaâ) puis IRB Alger (Ittihad Riadhi Binaâ d'Alger) jusqu'en 1992 date de la disparition du club de football ;
- Autres sections : IRB Alger (Ittihad Riadhi Binaâ d'Alger) jusqu'en 1996 ;
- la section basket-ball faisait partie de l'ECTA (Entreprise de Construction et Travaux d'Alger) ;
- la section handball faisait partie de l'ERCA (Entreprise de Réalisation et Construction d'Alger).

## Sections sportives

### Sections actuelles
- Basket-ball - voir article Olympique Club d'Alger (basket-ball)
- Cyclisme - voir article Équipe cycliste Olympique Club d'Alger
- Handball - voir article Olympique Club d'Alger (handball)
- Karaté - voir article Olympique Club d'Alger (karaté)
- Natation - voir article Olympique Club d'Alger (natation)
- Boxe
- Athlétisme

### Sections anciennes
- Football - voir article Olympique Club d'Alger (football)
- Volley-ball - voir article   espérance constriction sidi moussa - alger  (volley-ball) ec sidi moussa en arabe : (warchat binaa sidi moussa). Son premier titre de championnat d'Algérie de volley-ball sous la nouvelle appellation saison 1989-1990 et le quatrième titre depuis 1979 - après la réorganisation des sports au sein des asp, ce club de volley ball créé en 1974 [1].